# 白道斌
白道斌（韓語：백도빈，1978年3月21日—），韓國男演員，白潤植之長子。2009年3月7日，與演員鄭詩雅在首尔举行了婚礼。

## 演出作品

### 電視劇
- 2008年：tvN《角力》飾演 崔大理
- 2009年：MBC《善德女王》飾演 寶宗
- 2011年：CGV《殺手K》
- 2011年：MBC《我活著》（特輯劇）
- 2012年：MBC《武神》飾演 崔沆
- 2015年：TV朝鮮／tvN《偉大的故事－李朱一永不後悔》飾演 朴正煥

### 電影
- 2004年：《甘先生的勝利》
- 2004年：《犯罪的重構》
- 2005年：《你是我的命運》
- 2006年：《駭人怪物》
- 2006年：《老千》
- 2006年：《誘惑老闆100招》
- 2007年：《HERO》
- 2007年：《瘋狂謀殺》
- 2008年：《1724妓房動亂事件》
- 2009年：《田禹治》
- 2009年：《殺了我》
- 2010年：《吝嗇羅曼史》
- 2011年：《冠軍》
- 2012年：《我是王》
- 2013年：《偷心賊》
- 2016年：《兩個戀愛》
- 2016年：《如何告別》

## 外部連結
- NAVER （页面存档备份，存于）